# Izabela de Coimbra
Infantka Izabela de Coimbra (port. Isabel de Coimbra), znana też jako: Izabela z Coimbry lub Izabela Portugalska  (ur. 1 marca 1432, zm. 2 grudnia 1455) – infantka Portugalii, księżniczka Coimbry, królowa Portugalii jako pierwsza żona króla Alfonsa V Afrykańczyka.
Urodziła się jako najstarsza córka infanta Piotra Portugalskiego, pierwszego księcia Coimbry, i jego żony - Izabeli Aragońskiej, hrabiny Urgell. Jej ojciec był trzecim synem króla Jana I Dobrego i królowej Filipy Lancaster. Jej matka była córką Jakuba II, hrabiego Urgell, i jego żony - Elżbiety Aragońskiej (córki króla Piotra IV Ceremonialnego).

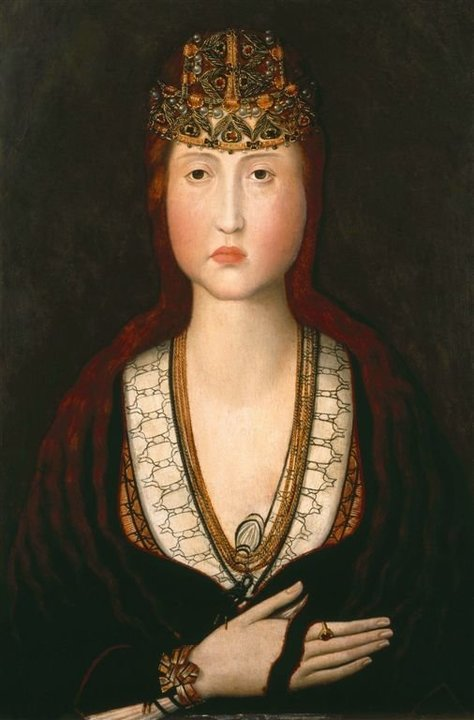
Joanna, jedyna córka Izabeli

6 maja 1447 poślubiła króla Alfonsa V. Panna młoda i pan młody byli w tym samym wieku - oboje mieli po szesnaście lat. Para miała troje dzieci:
- Jana (29 stycznia 1451 - 22 kwietnia 1455),
- Joannę, Santa Joana Princesa (6 lutego 1452 - 12 maja 1490), kanonizowaną w 1693 przez Innocentego XII,
- Jana II, O Príncipe Perfeito (3 marca 1455 - 25 października 1495), kolejnego króla Portugalii.

Izabela zmarła nagle, osiem miesięcy po urodzeniu ostatniego dziecka. Miała dwadzieścia trzy lata i na dworze podejrzewano, że została otruta. Jej ciało znajduje się w klasztorze w Batalha, gdzie Izabela leży obok swojego męża, rodziców, dzieci i wnuków - w panteonie dynastii Aviz. Jej mąż ożenił się ponownie ze swoją siostrzenicą - księżną Asturii, Joanną la Beltraneja.